# Ulrich Wetzel – Das Strafgericht/Episodenliste
Diese Episodenliste enthält alle Episoden der pseudo-dokumentarischen Gerichtsshow Ulrich Wetzel – Das Strafgericht, sortiert nach Erstausstrahlung.

## Staffel 1 (2022–23)
Die erste Staffel wurde vom 10. Oktober 2022 bis 18. Januar 2023 bei RTL ausgestrahlt und umfasst 50 Episoden.
| Ausstrahlungs- reihenfolge | Produktions- reihenfolge | Titel                                                     | Erstausstrahlung  | Besetzung der Juristen                                                                    |
| -------------------------- | ------------------------ | --------------------------------------------------------- | ----------------- | ----------------------------------------------------------------------------------------- |
| 1                          | S01E12                   | Zahnarzt wird Edel-Dating-App zum Verhängnis              | 10. Oktober 2022  | Staatsanwaltschaft: Funda Bıçakoğlu Verteidigung: Guido Broscheit                         |
| 2                          | S01E11                   | Dubioser Nachbar bei Einbruch erwischt                    | 11. Oktober 2022  | Staatsanwaltschaft: Funda Bıçakoğlu Verteidigung: Guido Broscheit                         |
| 3                          | S01E01                   | Die Geister, die ich rief                                 | 12. Oktober 2022  | Staatsanwaltschaft: Stephan Lucas Verteidigung: Sandra Günther                            |
| 4                          | S01E08                   | Der Heiratsschwindler                                     | 13. Oktober 2022  | Staatsanwaltschaft: Funda Bıçakoğlu Verteidigung: Guido Broscheit                         |
| 5                          | S01E02                   | Geliebter Bulle                                           | 14. Oktober 2022  | Staatsanwaltschaft: Stephan Lucas Verteidigung: Sandra Günther                            |
| 6                          | S01E07                   | Tyrannischer Chef aus Hinterhalt angegriffen              | 17. Oktober 2022  | Staatsanwaltschaft: Funda Bıçakoğlu Verteidigung: Guido Broscheit                         |
| 7                          | S01E13                   | Kampf um die Ehre                                         | 18. Oktober 2022  | Staatsanwaltschaft: Stephan Lucas Verteidigung: Simone Dahlmann-Ludwig                    |
| 8                          | S01E03                   | Spieglein, Spieglein an der Wand                          | 19. Oktober 2022  | Staatsanwaltschaft: Stephan Lucas Verteidigung: Sandra Günther                            |
| 9                          | S01E19                   | Stalkerin auf Hausbesuch                                  | 20. Oktober 2022  | Staatsanwaltschaft: Gabriele Bender-Paukens Verteidigung: Michael Euler                   |
| 10                         | S01E06                   | Liebesfalle Fitnessstudio                                 | 21. Oktober 2022  | Staatsanwaltschaft: Gabriele Bender-Paukens Verteidigung: André Miegel                    |
| 11                         | S01E29                   | Der schöne Holger                                         | 24. Oktober 2022  | Staatsanwaltschaft: Funda Bıçakoğlu Verteidigung: André Miegel                            |
| 12                         | S01E37                   | Vogel überführt Täter                                     | 25. Oktober 2022  | Staatsanwaltschaft: Funda Bıçakoğlu Verteidigung: André Miegel                            |
| 13                         | S01E05                   | Lehrer während Online-Gaming verschwunden                 | 26. Oktober 2022  | Staatsanwaltschaft: Gabriele Bender-Paukens Verteidigung: André Miegel                    |
| 14                         | S01E15                   | Falsches Spiel                                            | 27. Oktober 2022  | Staatsanwaltschaft: Stephan Lucas Verteidigung: Simone Dahlmann-Ludwig                    |
| 15                         | S01E09                   | Schlecht bezahlt und abserviert                           | 28. Oktober 2022  | Staatsanwaltschaft: Funda Bıçakoğlu Verteidigung: Guido Broscheit                         |
| 16                         | S01E23                   | Gerichtsvollzieherin bei Zwangsräumung niedergestochen    | 31. Oktober 2022  | Staatsanwaltschaft: Stephan Lucas Verteidigung: Manon Heindorf                            |
| 17                         | S01E28                   | Ungleiches Paar vor Gericht                               | 1. November 2022  | Staatsanwaltschaft: Funda Bıçakoğlu Verteidigung: Andre Miegel                            |
| 18                         | S01E36                   | Betriebsausflug zum Escape-Room wird zur Todesfalle       | 2. November 2022  | Staatsanwaltschaft: Doğukan Isik Verteidigung: Sandra Günther                             |
| 19                         | S01E25                   | Überfall auf nervöse Lehrerin                             | 3. November 2022  | Staatsanwaltschaft: Funda Bıçakoğlu Verteidigung: Wolfgang Wittmann                       |
| 20                         | S01E20                   | Ärger im Mietshaus                                        | 4. November 2022  | Staatsanwaltschaft: Gabriele Bender-Paukens Verteidigung: Michael Euler                   |
| 21                         | S01E31                   | Geschwister in Flammen                                    | 7. November 2022  | Staatsanwaltschaft: Gabriele Bender-Paukens Verteidigung: Michael Euler                   |
| 22                         | S01E44                   | Frau sperrt Ex-Knacki ein                                 | 8. November 2022  | Staatsanwaltschaft: Gabriele Bender-Paukens Verteidigung: André Miegel                    |
| 23                         | S01E04                   | Camperin mit Wohnwagen in der Agger versenkt              | 9. November 2022  | Staatsanwaltschaft: Gabriele Bender-Paukens Verteidigung: André Miegel                    |
| 24                         | S01E18                   | Datingmatch zerstört Familie                              | 10. November 2022 | Staatsanwaltschaft: Stephan Lucas Verteidigung: Sandra Günther                            |
| 25                         | S01E14                   | Ins gemachte Nest                                         | 11. November 2022 | Staatsanwaltschaft: Stephan Lucas Verteidigung: Simone Dahlmann-Ludwig                    |
| 26                         | S01E43                   | Begeht Straftäter trotz Fußfessel Mordversuch?            | 14. November 2022 | Staatsanwaltschaft: Gabriele Bender-Paukens Verteidigung: André Miegel                    |
| 27                         | S01E35                   | Der tiefe Fall des Horrormitbewohners                     | 15. November 2022 | Staatsanwaltschaft: Stephan Lucas Verteidigung: Simone Dahlmann-Ludwig                    |
| 28                         | S01E21                   | Amin will bleiben                                         | 16. November 2022 | Staatsanwaltschaft: Gabriele Bender-Paukens Verteidigung: Michael Euler                   |
| 29                         | S01E42                   | Rachefeldzug einer gegängelten Ehefrau                    | 17. November 2022 | Staatsanwaltschaft: Doğukan Isik Verteidigung: Simone Dahlmann-Ludwig                     |
| 30                         | S01E49                   | Das schwarze Schaf der Familie                            | 18. November 2022 | Staatsanwaltschaft: Gabriele Bender-Paukens Verteidigung: Michael Euler                   |
| 31                         | S01E38                   | Fauler Ehemann ist eifersüchtig auf feurigen Tanzlehrer   | 21. November 2022 | Staatsanwaltschaft: Doğukan Isik Verteidigung: Sandra Günther                             |
| 32                         | S01E39                   | Mütter – Nein danke!                                      | 22. November 2022 | Staatsanwaltschaft: Stephan Lucas Verteidigung: Simone Dahlmann-Ludwig                    |
| 33                         | S01E34                   | Großfamilie terrorisiert Hausgemeinschaft                 | 24. November 2022 | Staatsanwaltschaft: Doğukan Isik Verteidigung: Simone Dahlmann-Ludwig                     |
| 34                         | S01E32                   | Teufelsatem                                               | 28. November 2022 | Staatsanwaltschaft: Gabriele Bender-Paukens Verteidigung: Michael Euler                   |
| 35                         | S01E16                   | Mutter in Angst                                           | 30. November 2022 | Staatsanwaltschaft: Stephan Lucas Verteidigung: Sandra Günther                            |
| 36                         | S01E10                   | Schatten der Vergangenheit                                | 2. Dezember 2022  | Staatsanwaltschaft: Funda Bıçakoğlu Verteidigung: Guido Broscheit                         |
| 37                         | S01E45                   | Das konfiszierte Handy                                    | 7. Dezember 2022  | Staatsanwaltschaft: Funda Bıçakoğlu Verteidigung: Simone Dahlmann-Ludwig und André Miegel |
| 38                         | S01E22                   | Gehörnter Ehemann auf Betrügerjagd                        | 8. Dezember 2022  | Staatsanwaltschaft: Stephan Lucas Verteidigung: Manon Heindorf                            |
| 39                         | S01E27                   | Enttäuschte JVA-Beamte bedroht Kurbekanntschaft mit Waffe | 12. Dezember 2022 | Staatsanwaltschaft: Funda Bıçakoğlu Verteidigung: Wolfgang Wittmann                       |
| 40                         | S01E40                   | Brutaler Angriff im Jobcenter                             | 13. Dezember 2022 | Staatsanwaltschaft: Stephan Lucas Verteidigung: Simone Dahlmann-Ludwig                    |
| 41                         | S01E47                   | Eine Forelle und ein Todesfall                            | 14. Dezember 2022 | Staatsanwaltschaft: Doğukan Isik Verteidigung: Sandra Günther                             |
| 42                         | S01E46                   | Eifersüchtiger Maurer stößt Konkurrenten vom Gerüst       | 19. Dezember 2022 | Staatsanwaltschaft: Funda Bıçakoğlu Verteidigung: André Miegel                            |
| 43                         | S01E48                   | Sitzstreik gegen herrische Mutter                         | 21. Dezember 2022 | Staatsanwaltschaft: Gabriele Bender-Paukens Verteidigung: Michael Euler                   |
| 44                         | S01E41                   | Eisdielenbesitzer landet wegen Phantom-Frau vor Gericht   | 22. Dezember 2022 | Staatsanwaltschaft: Doğukan Isik Verteidigung: Simone Dahlmann-Ludwig                     |
| 45                         | S01E30                   | Babyshower mit Folgen                                     | 27. Dezember 2022 | Staatsanwaltschaft: Funda Bıçakoğlu Verteidigung: André Miegel                            |
| 46                         | S01E17                   | Die verschwundene Tochter                                 | 28. Dezember 2022 | Staatsanwaltschaft: Stephan Lucas Verteidigung: Sandra Günther                            |
| 47                         | S01E50                   | Taxifahrerflucht                                          | 30. Dezember 2022 | Staatsanwaltschaft: Gabriele Bender-Paukens Verteidigung: Michael Euler                   |
| 48                         | S01E26                   | Der Junge mit dem geheimen Rucksack                       | 16. Januar 2023   | Staatsanwaltschaft: Funda Bıçakoğlu Verteidigung: Wolfgang Wittmann                       |
| 49                         | S01E24                   | Schwiegertochter unter Beschuss                           | 17. Januar 2023   | Staatsanwaltschaft: Stephan Lucas Verteidigung: Manon Heindorf                            |
| 50                         | S01E33                   | Katrinas haarige Angelegenheit                            | 18. Januar 2023   | Staatsanwaltschaft: Gabriele Bender-Paukens Verteidigung: Michael Euler                   |

## Staffel 2–3 (2023)
Die zweite Staffel wird seit dem 20. Januar 2023 auf RTL ausgestrahlt. Die Ausstrahlung erfolgt damit direkt im Anschluss an Staffel eins und sollte wie Staffel 1 50 Folgen betragen. Die erste Folge der dritten Staffel wurde am 24. April 2023 ausgestrahlt obwohl rein chronologisch theoretisch vorher noch 2 der zweiten Staffel ausgestrahlt werden müssten. Die letzte Folge der dritten Staffel wurde letztendlich am 10. November 2023 ausgestrahlt.
| Ausstrahlungs- reihenfolge | Produktions- reihenfolge | Titel                                                                             | Erstausstrahlung   | Besetzung der Juristen                                                                       |
| -------------------------- | ------------------------ | --------------------------------------------------------------------------------- | ------------------ | -------------------------------------------------------------------------------------------- |
| 51                         | S02E05                   | Mysteriöser Angriff auf Charity-Lady                                              | 20. Januar 2023    | Staatsanwaltschaft: Funda Bıçakoğlu Verteidigung: Guido Broscheit                            |
| 52                         | S02E09                   | Der Geisterfahrer                                                                 | 23. Januar 2023    | Staatsanwaltschaft: Stephan Lucas Verteidigung: Sandra Günther                               |
| 53                         | S02E03                   | Reich lebt sich’s besser                                                          | 24. Januar 2023    | Staatsanwaltschaft: Funda Bıçakoğlu Verteidigung: Guido Broscheit                            |
| 54                         | S02E02                   | Mutter rächt sich für Mobbing an Tochter                                          | 25. Januar 2023    | Staatsanwaltschaft: Funda Bıçakoğlu Verteidigung: Guido Broscheit                            |
| 55                         | S02E01                   | Geschäftsfrau in der Abwärtsspirale                                               | 27. Januar 2023    | Staatsanwaltschaft: Funda Bıçakoğlu Verteidigung: Guido Broscheit                            |
| 56                         | S02E08                   | Freund der Tochter bringt Eltern um den Verstand                                  | 30. Januar 2023    | Staatsanwaltschaft: Stephan Lucas Verteidigung: Sandra Günther                               |
| 57                         | S02E11                   | Das kommt mir spanisch vor                                                        | 31. Januar 2023    | Staatsanwaltschaft: Stephan Lucas Verteidigung: Sandra Günther                               |
| 58                         | S02E04                   | Hat Beauty Doc versucht, verpfuschte Patientin zu töten?                          | 1. Februar 2023    | Staatsanwaltschaft: Funda Bıçakoğlu Verteidigung: Guido Broscheit                            |
| 59                         | S02E06                   | Hat Vater seinen unehelichen Sohn entführt?                                       | 2. Februar 2023    | Staatsanwaltschaft: Stephan Lucas Verteidigung: Sandra Günther                               |
| 60                         | S02E07                   | Selbstsüchtige Mutter bezahlt für Demütigung                                      | 6. Februar 2023    | Staatsanwaltschaft: Stephan Lucas Verteidigung: Raffael Gordzielik                           |
| 61                         | S02E16                   | Lackiert Nachbar jungem Vater Beleidigung auf die Brust?                          | 7. Februar 2023    | Staatsanwaltschaft: Stephan Lucas Verteidigung: Sandra Günther                               |
| 62                         | S02E13                   | Aufgebautes Doppelleben zerstört Beziehung                                        | 8. Februar 2023    | Staatsanwaltschaft: Stephan Lucas Verteidigung: Sandra Günther und André Miegel              |
| 63                         | S02E15                   | Der Geizkragen                                                                    | 9. Februar 2023    | Staatsanwaltschaft: Stephan Lucas Verteidigung: Raffael Gordzielik                           |
| 64                         | S02E23                   | Hobbydetektivin wird Opfer eines hinterhältigen Mordanschlages                    | 13. Februar 2023   | Staatsanwaltschaft: Stephan Lucas Verteidigung: Simone Dahlmann-Ludwig                       |
| 65                         | S02E21                   | Der geteilte Hund                                                                 | 14. Februar 2023   | Staatsanwaltschaft: Funda Bıçakoğlu Verteidigung: Guido Broscheit                            |
| 66                         | S02E19                   | Einmal Jupiter und zurück                                                         | 15. Februar 2023   | Staatsanwaltschaft: Stephan Lucas Verteidigung: Simone Dahlmann-Ludwig                       |
| 67                         | S02E10                   | Busfahrerin schließt Jungen in Toilette ein                                       | 17. Februar 2023   | Staatsanwaltschaft: Funda Bıçakoğlu Verteidigung: Guido Broscheit                            |
| 68                         | S02E20                   | Kosmetikerin nach Behandlungsfehler niedergeschlagen                              | 20. Februar 2023   | Staatsanwaltschaft: Funda Bıçakoğlu Verteidigung: Guido Broscheit                            |
| 69                         | S02E22                   | Ex-Freund soll Friseurin bei Einbruch verätzt haben                               | 21. Februar 2023   | Staatsanwaltschaft: Funda Bıçakoğlu Verteidigung: Guido Broscheit                            |
| 70                         | S02E12                   | Tod der Imbisskönigin                                                             | 22. Februar 2023   | Staatsanwaltschaft: Funda Bıçakoğlu Verteidigung: Guido Broscheit                            |
| 71                         | S02E29                   | Parkplatzstreit endet mit demoliertem Auto                                        | 23. Februar 2023   | Staatsanwaltschaft: Stephan Lucas Verteidigung: Isabella Schulien                            |
| 72                         | S02E14                   | Enttäuschte Witwe soll rot gesehen haben                                          | 24. Februar 2023   | Staatsanwaltschaft: Stephan Lucas Verteidigung: Raffael Gordzielik                           |
| 73                         | S02E27                   | Stiller Ort, brutaler Mord                                                        | 27. Februar 2023   | Staatsanwaltschaft: Stephan Lucas Verteidigung: Isabella Schulien                            |
| 74                         | S02E35                   | Die Hütte brennt                                                                  | 28. Februar 2023   | Staatsanwaltschaft: Stephan Lucas Verteidigung: Isabella Schulien                            |
| 75                         | S02E18                   | Mysteriöser Mord im Kirmesmilieu                                                  | 1. März 2023       | Staatsanwaltschaft: Stephan Lucas Verteidigung: Isabella Schulien                            |
| 76                         | S02E34                   | Fahrerflucht – Junge Frau im Graben liegengelassen                                | 6. März 2023       | Staatsanwaltschaft: Stephan Lucas Verteidigung: Isabella Schulien                            |
| 77                         | S02E31                   | Schützenvereinsvorsitzender in Toilette niedergeschlagen                          | 7. März 2023       | Staatsanwaltschaft: Stephan Lucas Verteidigung: Isabella Schulien                            |
| 78                         | S02E28                   | Ätzende Attacke auf Nageldesigner                                                 | 8. März 2023       | Staatsanwaltschaft: Funda Bıçakoğlu Verteidigung: André Miegel                               |
| 79                         | S02E33                   | War Online-Verkaufs-Deal eine lebensgefährliche Falle?                            | 9. März 2023       | Staatsanwaltschaft: Funda Bıçakoğlu Verteidigung: Raffael Gordzielik                         |
| 80                         | S02E17                   | Du hast meine Frau geschwängert                                                   | 10. März 2023      | Staatsanwaltschaft: Funda Bıçakoğlu Verteidigung: Guido Broscheit                            |
| 81                         | S02E30                   | Foodtruck-Besitzer nach Überfall entstellt                                        | 13. März 2023      | Staatsanwaltschaft: Funda Bıçakoğlu Verteidigung: Raffael Gordzielik                         |
| 82                         | S02E26                   | Ein Stiefvater greift durch                                                       | 14. März 2023      | Staatsanwaltschaft: Funda Bıçakoğlu Verteidigung: Raffael Gordzielik                         |
| 83                         | S02E36                   | Drangsalierte frustrierte Doktorin ihren Nachbarn bis zum Blutvergießen?          | 15. März 2023      | Staatsanwaltschaft: Stephan Lucas Verteidigung: Isabella Schulien                            |
| 84                         | S02E37                   | Der unsichtbare Spanner                                                           | 20. März 2023      | Staatsanwaltschaft: Gabriele Bender-Paukens Verteidigung: André Miegel                       |
| 85                         | S02E25                   | Liebestoller Security-Mitarbeiter in Supermarkt niedergeschlagen                  | 21. März 2023      | Staatsanwaltschaft: Stephan Lucas Verteidigung: Isabella Schulien und Simone Dahlmann-Ludwig |
| 86                         | S02E32                   | Frau im Brautkleid niedergestochen                                                | 22. März 2023      | Staatsanwaltschaft: Funda Bıçakoğlu Verteidigung: André Miegel                               |
| 87                         | S02E40                   | Sterne lügen nicht                                                                | 23. März 2023      | Staatsanwaltschaft: Stephan Lucas Verteidigung: Isabella Schulien                            |
| 88                         | S02E24                   | Tochter geht vor die Hunde                                                        | 24. März 2023      | Staatsanwaltschaft: Stephan Lucas Verteidigung: Simone Dahlmann-Ludwig und André Miegel      |
| 89                         | S02E38                   | Die rätselhafte Entführung der Michelle F.                                        | 27. März 2023      | Staatsanwaltschaft: Gabriele Bender-Paukens Verteidigung: André Miegel                       |
| 90                         | S02E47                   | Nudistin in Whirlpool ermordet                                                    | 28. März 2023      | Staatsanwaltschaft: Gabriele Bender-Paukens Verteidigung: André Miegel                       |
| 91                         | S02E39                   | Setzen Sechs!                                                                     | 29. März 2023      | Staatsanwaltschaft: Gabriele Bender-Paukens Verteidigung: Veit Strittmatter                  |
| 92                         | S02E50                   | Mord ohne Leiche: Mann verschwindet spurlos von Kreuzfahrtschiff                  | 30. März 2023      | Staatsanwaltschaft: Gabriele Bender-Paukens Verteidigung: Simone Dahlmann-Ludwig             |
| 93                         | S02E42                   | Diebesserie versetzt Nachbarschaft in Angst und Schrecken                         | 31. März 2023      | Staatsanwaltschaft: Funda Bıçakoğlu Verteidigung: André Miegel                               |
| 94                         | S02E46                   | Blinde Wut auf Mitschüler des Sohnes                                              | 17. April 2023     | Staatsanwaltschaft: Funda Bıçakoğlu Verteidigung: Raffael Gordzielik                         |
| 95                         | S02E48                   | Straßenmusiker schlägt Rivalin nieder                                             | 18. April 2023     | Staatsanwaltschaft: Gabriele Bender-Paukens Verteidigung: Simone Dahlmann-Ludwig             |
| 96                         | S02E45                   | Gaffervater sorgt für Entsetzen                                                   | 19. April 2023     | Staatsanwaltschaft: Funda Bıçakoğlu Verteidigung: Raffael Gordzielik                         |
| 97                         | S02E49                   | Medium wird auf Friedhof attackiert                                               | 20. April 2023     | Staatsanwaltschaft: Gabriele Bender-Paukens Verteidigung: Simone Dahlmann-Ludwig             |
| 98                         | S02E43                   | Streit um Gäste! Anschlag mit Buttersäure auf Hotel des Rivalen                   | 21. April 2023     | Staatsanwaltschaft: Gabriele Bender-Paukens Verteidigung: Veit Strittmatter                  |
| 99                         | S03E04                   | Millionärin sorgt in Hotelsuite für Entsetzen                                     | 24. April 2023     | Staatsanwaltschaft: Funda Bıçakoğlu Verteidigung: Raffael Gordzielik                         |
| 100                        | S03E01                   | Eifersüchtige Mutter attackiert Influencer-Mom                                    | 25. April 2023     | Staatsanwaltschaft: Funda Bıçakoğlu Verteidigung: Raffael Gordzielik                         |
| 101                        | S03E10                   | Wollte junger Vater Umgangsrecht mit Gewalt durchsetzen?                          | 26. April 2023     | Staatsanwaltschaft: Gabriele Bender-Paukens Verteidigung: Guido Broscheit                    |
| 102                        | S02E41                   | Smartwatch verhindert Mord                                                        | 27. April 2023     | Staatsanwaltschaft: Gabriele Bender-Paukens Verteidigung: Veit Strittmatter                  |
| 103                        | S03E07                   | Hat Pastor seine Haushälterin tätlich angegriffen?                                | 28. April 2023     | Staatsanwaltschaft: Funda Bıçakoğlu Verteidigung: Raffael Gordzielik                         |
| 104                        | S03E14                   | Handwerker droht Gerichtsvollzieherin mit der Rohrzange                           | 2. Mai 2023        | Staatsanwaltschaft: Gabriele Bender-Paukens Verteidigung: Guido Broscheit                    |
| 105                        | S03E12                   | Familie erschlichen, ausgenutzt und ausgeraubt?                                   | 3. Mai 2023        | Staatsanwaltschaft: Stephan Lucas Verteidigung: Simone Dahlmann-Ludwig                       |
| 106                        | S03E21                   | Die Brauen des Grauens                                                            | 4. Mai 2023        | Staatsanwaltschaft: Stephan Lucas Verteidigung: Isabella Schulien                            |
| 107                        | S03E02                   | Selbsernannter Rockstar steht vor Konzert unter Strom                             | 5. Mai 2023        | Staatsanwaltschaft: Stephan Lucas Verteidigung: Simone Dahlmann-Ludwig                       |
| 108                        | S03E22                   | Sexy Tänzerin rächt sich mit Stromschlag an Bauern für falschen Verlobungsring    | 8. Mai 2023        | Staatsanwaltschaft: Stephan Lucas Verteidigung: Isabella Schulien                            |
| 109                        | S03E08                   | Ein Arzt für Tier und Frauchen                                                    | 9. Mai 2023        | Staatsanwaltschaft: Stephan Lucas Verteidigung: Simone Dahlmann-Ludwig                       |
| 110                        | S03E24                   | Lehrer unter Verdacht                                                             | 10. Mai 2023       | Staatsanwaltschaft: Stephan Lucas Verteidigung: Isabella Schulien                            |
| 111                        | S03E09                   | Mit den Waffen einer Katzenlady                                                   | 11. Mai 2023       | Staatsanwaltschaft: Stephan Lucas Verteidigung: Isabella Schulien                            |
| 112                        | S02E44                   | Der Ofenmörder                                                                    | 12. Mai 2023       | Staatsanwaltschaft: Funda Bıçakoğlu Verteidigung: Raffael Gordzielik                         |
| 113                        | S03E06                   | Hat sich gedemütigte Kollegin mit Briefbombe gerächt?                             | 15. Mai 2023       | Staatsanwaltschaft: Stephan Lucas Verteidigung: Simone Dahlmann-Ludwig                       |
| 114                        | S03E18                   | Flohmarkt endet für 42-jährige beinahe tödlich                                    | 16. Mai 2023       | Staatsanwaltschaft: Gabriele Bender-Paukens Verteidigung: Guido Broscheit                    |
| 115                        | S03E19                   | Schaffner bedrängt junge Frau in Zugtoilette                                      | 17. Mai 2023       | Staatsanwaltschaft: Funda Bıçakoğlu Verteidigung: Guido Broscheit                            |
| 116                        | S03E23                   | Beim Treuetest mit Schlagstock ins Koma versetzt                                  | 22. Mai 2023       | Staatsanwaltschaft: Gabriele Bender-Paukens Verteidigung: Guido Broscheit                    |
| 117                        | S03E27                   | Heiratsschwindlerin soll Hotelsafe leer geräumt haben                             | 24. Mai 2023       | Staatsanwaltschaft: Funda Bıçakoğlu Verteidigung: Guido Broscheit                            |
| 118                        | S03E20                   | Grabräuber schubst trauernde Witwe ins offene Grab                                | 25. Mai 2023       | Staatsanwaltschaft: Stephan Lucas Verteidigung: Isabella Schulien                            |
| 119                        | S03E32                   | Wichtiger Zeuge ghosted Angeklagte                                                | 26. Mai 2023       | Staatsanwaltschaft: Funda Bıçakoğlu Verteidigung: Guido Broscheit                            |
| 120                        | S03E16                   | Habgier oder Freundschaft – Pflegte Nachbarin ältere Dame fast zu Tode?           | 30. Mai 2023       | Staatsanwaltschaft: Stephan Lucas Verteidigung: Simone Dahlmann-Ludwig                       |
| 121                        | S03E13                   | Anschlag auf liebeshungrigen Reiseveranstalter                                    | 31. Mai 2023       | Staatsanwaltschaft: Funda Bıçakoğlu Verteidigung: Guido Broscheit                            |
| 122                        | S03E31                   | Scheidungskrieg: Beamten-Paar geht mit Messern aufeinander los                    | 1. Juni 2023       | Staatsanwaltschaft: Funda Bıçakoğlu Verteidigung: Guido Broscheit                            |
| 123                        | S03E26                   | Brandstiftung im Garten einer Wahrsagerin                                         | 5. Juni 2023       | Staatsanwaltschaft: Stephan Lucas Verteidigung: Isabella Schulien                            |
| 124                        | S03E11                   | Herrische Ehefrau im Schlammbad versenkt                                          | 6. Juni 2023       | Staatsanwaltschaft: Funda Bıçakoğlu Verteidigung: Guido Broscheit                            |
| 125                        | S03E05                   | Überfall beim Après-Ski                                                           | 8. Juni 2023       | Staatsanwaltschaft: Stephan Lucas Verteidigung: Simone Dahlmann-Ludwig                       |
| 126                        | S03E37                   | Babysitterin soll Geld erpresst haben                                             | 9. Juni 2023       | Staatsanwaltschaft: Funda Bıçakoğlu Verteidigung: André Miegel                               |
| 127                        | S03E03                   | Hebamme verletzt – war es der überforderte Zwillingsvater?                        | 12. Juni 2023      | Staatsanwaltschaft: Gabriele Bender-Paukens Verteidigung: Guido Broscheit                    |
| 128                        | S03E15                   | Sportler beinahe von Fitnessgerät erschlagen                                      | 14. Juni 2023      | Staatsanwaltschaft: Gabriele Bender-Paukens Verteidigung: Guido Broscheit                    |
| 129                        | S03E28                   | Voll verstrahlt – Brandanschlag auf Mann im Wald                                  | 15. Juni 2023      | Staatsanwaltschaft: Funda Bıçakoğlu Verteidigung: Raffael Gordzielik                         |
| 130                        | S03E25                   | Die reiche Frau im Estrich                                                        | 16. Juni 2023      | Staatsanwaltschaft: Stephan Lucas Verteidigung: Isabella Schulien                            |
| 131                        | S03E34                   | Thermobox-Attentat auf Pizzaboten                                                 | 19. Juni 2023      | Staatsanwaltschaft: Funda Bıçakoğlu Verteidigung: Raffael Gordzielik                         |
| 132                        | S03E35                   | Rentner überfällt Bank mit Spielzeugpistole                                       | 20. Juni 2023      | Staatsanwaltschaft: Funda Bıçakoğlu Verteidigung: Raffael Gordzielik                         |
| 133                        | S03E30                   | Verlobte durch explodierendes Bierfass schwer verletzt                            | 22. Juni 2023      | Staatsanwaltschaft: Funda Bıçakoğlu Verteidigung: André Miegel                               |
| 134                        | S03E17                   | Herrische Kita-Leiterin wird über Nacht an Heizung gekettet                       | 23. Juni 2023      | Staatsanwaltschaft: Stephan Lucas Verteidigung: Isabella Schulien                            |
| 137                        | S03E36                   | Reicher Geschäftsmann von Motoryacht überfahren                                   | 6. September 2023  | Staatsanwaltschaft: Stephan Lucas Verteidigung: Isabella Schulien                            |
| 139                        | S03E29                   | Braut wird von Hochzeit entführt und verschwindet spurlos                         | 8. September 2023  | Staatsanwaltschaft: Funda Bıçakoğlu Verteidigung: Guido Broscheit                            |
| 141                        | S03E50                   | Schmieriger Vermieter bricht sich bei Besichtigung Genick                         | 12. September 2023 | Staatsanwaltschaft: Funda Bıçakoğlu Verteidigung: Guido Broscheit                            |
| 142                        | S03E33                   | Attraktives Schwimmtalent am Abend vor wichtigem Wettkampf eingesperrt            | 13. September 2023 | Staatsanwaltschaft: Stephan Lucas Verteidigung: Isabella Schulien                            |
| 149                        | S03E44                   | Alleinerziehende soll Spenden veruntreut haben                                    | 25. September 2023 | Staatsanwaltschaft: Funda Bıçakoğlu Verteidigung: André Miegel                               |
| 150                        | S03E47                   | Mord in der Manege                                                                | 27. September 2023 | Staatsanwaltschaft: Gabriele Bender-Paukens Verteidigung: André Miegel                       |
| 154                        | S03E41                   | Zoohändlerin überlebt knapp den Biss einer Giftschlange                           | 4. Oktober 2023    | Staatsanwaltschaft: Gabriele Bender-Paukens Verteidigung: André Miegel                       |
| 159                        | S03E42                   | Schlechter Einfluss – Ehemann soll beste Freundin der Frau überfallen haben       | 11. Oktober 2023   | Staatsanwaltschaft: Gabriele Bender-Paukens Verteidigung: André Miegel                       |
| 160                        | S03E38                   | Rammte Brummi-Fahrerin Ex-Mann mit Anhänger?                                      | 12. Oktober 2023   | Staatsanwaltschaft: Stephan Lucas Verteidigung: Isabella Schulien                            |
| 161                        | S03E46                   | Entrümplerin verschenkt gefährlichen Fluch                                        | 13. Oktober 2023   | Staatsanwaltschaft: Funda Bıçakoğlu Verteidigung: Guido Broscheit                            |
| 165                        | S03E40                   | Wurstfachverkäuferin soll Käsetheken-Konkurrentin in Räucherkammer gesperrt haben | 19. Oktober 2023   | Staatsanwaltschaft: Funda Bıçakoğlu Verteidigung: André Miegel                               |
| 166                        | S03E39                   | Mobbing auf der Baustelle – Stieß Bauarbeiterin Kollegen in Betongrube?           | 20. Oktober 2023   | Staatsanwaltschaft: Stephan Lucas Verteidigung: Isabella Schulien                            |
| 168                        | S03E49                   | Angesägter Hochsitz verletzt Jäger schwer                                         | 24. Oktober 2023   | Staatsanwaltschaft: Funda Bıçakoğlu Verteidigung: Guido Broscheit                            |
| 173                        | S03E43                   | Überfall auf Jugendlichen im Bonzenviertel gibt Rätsel auf                        | 2. November 2023   | Staatsanwaltschaft: Funda Bıçakoğlu Verteidigung: André Miegel                               |
| 174                        | S03E45                   | Arzt soll Patientin absichtlich verletzt haben                                    | 3. November 2023   | Staatsanwaltschaft: Funda Bıçakoğlu Verteidigung: André Miegel                               |
| 178                        | S03E48                   | Nachtwächter wird wegen Bürogeheimnissen attackiert                               | 10. November 2023  | Staatsanwaltschaft: Funda Bıçakoğlu Verteidigung: Guido Broscheit                            |

## Staffel 4 (2023–24)
Seit dem 4. September 2023 wurden neue Folgen ausgestrahlt, die einer vierten Staffel zugeordnet wurden. Allerdings wurden bis zum 10. November 2023 noch wechselnd die vor der Sommerpause nicht ausgestrahlten Episoden der dritten Staffel gesendet. Die vierte Staffel umfasste erstmals 100 Folgen und wurde durch die Ausstrahlung der letzten Episode am 18. April 2024 abgeschlossen.
| Ausstrahlungs- reihenfolge | Produktions- reihenfolge | Titel | Erstausstrahlung   | Besetzung der Juristen                                                       |
| -------------------------- | ------------------------ | --- | ------------------ | ---------------------------------------------------------------------------- |
| 135                        | S04E01                   | Ex-Freund der Tochter verliebt sich in Mutter – Liebesdreieck endet fatal                                    | 4. September 2023  | Staatsanwaltschaft: Funda Bıçakoğlu Verteidigung: André Miegel               |
| 136                        | S04E14                   | Mittvierzigerin auf Single-Dating-Reise betäubt! Was hatte der Täter mit ihr vor?                            | 5. September 2023  | Staatsanwaltschaft: Stephan Lucas Verteidigung: Isabella Schulien            |
| 138                        | S04E05                   | Hat Verkäuferin Schwiegermutter beinahe zu Tode erschreckt?                                                  | 7. September 2023  | Staatsanwaltschaft: Stephan Lucas Verteidigung: Isabella Schulien            |
| 140                        | S04E08                   | Nesthockerin soll Mutter überfallen haben                                                                    | 11. September 2023 | Staatsanwaltschaft: Stephan Lucas Verteidigung: Isabella Schulien            |
| 143¹                       | S04E02                   | Hat alleinerziehende Mutter ehrenamtliche Leih-Oma bestohlen?                                                | 14. September 2023 | Staatsanwaltschaft: Funda Bıçakoğlu Verteidigung: André Miegel               |
| 144²                       | S04E04                   | Sanitäterin wird im Einsatz attackiert.                                                                      | 15. September 2023 | Staatsanwaltschaft: Stephan Lucas Verteidigung: Isabella Schulien            |
| 145³                       | S04E15                   | Ehefrau soll Dobermann auf Nebenbuhlerin gehetzt haben                                                       | 18. September 2023 | Staatsanwaltschaft: Funda Bıçakoğlu Verteidigung: André Miegel               |
| 146⁴                       | S04E17                   | Gleichzeitig schwanger! Tochter soll schwangere Mutter eingesperrt haben                                     | 19. September 2023 | Staatsanwaltschaft: Funda Bıçakoğlu Verteidigung: Guido Broscheit            |
| 147⁵                       | S04E10                   | Tierarzthelferin soll Patientin mit Betäubungspfeil ausgeschaltet haben                                      | 20. September 2023 | Staatsanwaltschaft: Stephan Lucas Verteidigung: Simone Dahlmann-Ludwig       |
| 148⁶                       | S04E13                   | Lauschangriff im Gericht – wer will die Verhandlung mithören?                                                | 21. September 2023 | Staatsanwaltschaft: Funda Bıçakoğlu Verteidigung: André Miegel               |
| 151                        | S04E03                   | Dauerstreit am Arbeitsplatz gipfelt in perfider Brandverletzung                                              | 28. September 2023 | Staatsanwaltschaft: Funda Bıçakoğlu Verteidigung: André Miegel               |
| 152                        | S04E07                   | Sohn soll Vater in Vorratskammer gesperrt haben                                                              | 29. September 2023 | Staatsanwaltschaft: Stephan Lucas Verteidigung: Isabella Schulien            |
| 153                        | S04E11                   | Geschwisterdrama um Lottogewinn                                                                              | 2. Oktober 2023    | Staatsanwaltschaft: Funda Bıçakoğlu Verteidigung: Guido Broscheit            |
| 155                        | S04E12                   | Oma allein Zuhause fast gestorben                                                                            | 5. Oktober 2023    | Staatsanwaltschaft: Funda Bıçakoğlu Verteidigung: André Miegel               |
| 156                        | S04E06                   | Mysteriöser Unfall gibt Rätsel auf: Wo ist die Tasche des Opfers?                                            | 6. Oktober 2023    | Staatsanwaltschaft: Stephan Lucas Verteidigung: Isabella Schulien            |
| 157                        | S04E28                   | Reiche Gattin soll Putzfrau mit Schürhaken niedergeschlagen haben                                            | 9. Oktober 2023    | Staatsanwaltschaft: Funda Bıçakoğlu Verteidigung: Guido Broscheit            |
| 158                        | S04E21                   | Küchenkrieg endet mit Giftanschlag                                                                           | 10. Oktober 2023   | Staatsanwaltschaft: Funda Bıçakoğlu Verteidigung: Guido Broscheit            |
| 162                        | S04E25                   | Pillen vertauscht – Muskelschwäche statt Vitaminboost                                                        | 16. Oktober 2023   | Staatsanwaltschaft: Funda Bıçakoğlu Verteidigung: Raffael Gordzielik         |
| 163                        | S04E19                   | Kampf um Carlotta! Hat Vater seine Tochter entführt?                                                         | 17. Oktober 2023   | Staatsanwaltschaft: Gabriele Bender-Paukens Verteidigung: André Miegel       |
| 164                        | S04E16                   | Das stinkt zum Himmel! Raubte Verlobter die Familie seiner Braut aus?                                        | 18. Oktober 2023   | Staatsanwaltschaft: Stephan Lucas Verteidigung: Simone Dahlmann-Ludwig       |
| 167                        | S04E26                   | Autoflucht nach Beziehungsstreit endet mit Totalschaden im Wald                                              | 23. Oktober 2023   | Staatsanwaltschaft: Funda Bıçakoğlu Verteidigung: Guido Broscheit            |
| 169                        | S04E09                   | Unglücklich verliebt in zwei Männer – Traf Vater schreckliche Entscheidung für seine Tochter?                | 25. Oktober 2023   | Staatsanwaltschaft: Gabriele Bender-Paukens Verteidigung: Raffael Gordzielik |
| 170                        | S04E27                   | Handwerker soll Bar seiner Ex-Freundin demoliert haben                                                       | 27. Oktober 2023   | Staatsanwaltschaft: Funda Bıçakoğlu Verteidigung: Raffael Gordzielik         |
| 171                        | S04E30                   | Hat Zweifachmama sich wegen Unterhaltsverweigerung an Ex gerächt?                                            | 30. Oktober 2023   | Staatsanwaltschaft: Funda Bıçakoğlu Verteidigung: André Miegel               |
| 172                        | S04E33                   | Brandstiftung deckt furchtbares Geheimnis auf!                                                               | 31. Oktober 2023   | Staatsanwaltschaft: Gabriele Bender-Paukens Verteidigung: André Miegel       |
| 175                        | S04E29                   | Wollte Sohn den Therapeuten seiner Mutter töten?                                                             | 6. November 2023   | Staatsanwaltschaft: Gabriele Bender-Paukens Verteidigung: André Miegel       |
| 176                        | S04E18                   | Schlafwandlerin soll ihren Ex-Freund angefahren haben                                                        | 8. November 2023   | Staatsanwaltschaft: Gabriele Bender-Paukens Verteidigung: Raffael Gordzielik |
| 177                        | S04E20                   | Versicherungsmakler soll Babysitterin erschlagen haben                                                       | 9. November 2023   | Staatsanwaltschaft: Gabriele Bender-Paukens Verteidigung: Raffael Gordzielik |
| 179                        | S04E36                   | Krieg unter Schwestern – Kampf um Erinnerungsstück endet in brutalem Überfall                                | 13. November 2023  | Staatsanwaltschaft: Stephan Lucas Verteidigung: Simone Dahlmann-Ludwig       |
| 180                        | S04E31                   | Stammgast soll betrunkener Discobekanntschaft QR-Code tätowiert haben                                        | 14. November 2023  | Staatsanwaltschaft: Stephan Lucas Verteidigung: Simone Dahlmann-Ludwig       |
| 181                        | S04E38                   | Der Maiglöckchen Mord                                                                                        | 16. November 2023  | Staatsanwaltschaft: Stephan Lucas Verteidigung: Simone Dahlmann-Ludwig       |
| 182                        | S04E48                   | Hat Verkäuferin Noch-Ehemann nach Elternabend mit Böller auf Herrentoilette attackiert?                      | 17. November 2023  | Staatsanwaltschaft: Gabriele Bender-Paukens Verteidigung: Guido Broscheit    |
| 183                        | S04E22                   | Mysteriöse Fahrt in der Geisterbahn! Ehemann soll seine Frau aus dem Waggon gestoßen haben                   | 20. November 2023  | Staatsanwaltschaft: Funda Bıçakoğlu Verteidigung: André Miegel               |
| 184                        | S04E37                   | Zerstörte Sohn des Vermieters mit Rauchbombe Änderungsschneiderei?                                           | 21. November 2023  | Staatsanwaltschaft: Funda Bıçakoğlu Verteidigung: André Miegel               |
| 185                        | S04E32                   | Geisterfahrer zerstört das Leben eines Familienvaters                                                        | 22. November 2023  | Staatsanwaltschaft: Stephan Lucas Verteidigung: Simone Dahlmann-Ludwig       |
| 186                        | S04E24                   | Kapitän unter Druck – Warum verlor Binnenschiffer beim Anlegen fast sein Bein?                               | 24. November 2023  | Staatsanwaltschaft: Funda Bıçakoğlu Verteidigung: Raffael Gordzielik         |
| 187                        | S04E44                   | Kaltes Eis vom heißen Boten                                                                                  | 27. November 2023  | Staatsanwaltschaft: Stephan Lucas Verteidigung: Simone Dahlmann-Ludwig       |
| 188                        | S04E39                   | Der Nächste bitte! Patient mit falscher Spritze ausgeknockt!                                                 | 28. November 2023  | Staatsanwaltschaft: Stephan Lucas Verteidigung: Isabella Schulien            |
| 189                        | S04E59                   | Dreiste Angestellte soll Nudelauflauf der Chefin mit Drogen versetzt haben                                   | 29. November 2023  | Staatsanwaltschaft: Stephan Lucas Verteidigung: Simone Dahlmann-Ludwig       |
| 190                        | S04E23                   | Hat Putzfrau sich an bester Freundin mit Verätzung gerächt?                                                  | 1. Dezember 2023   | Staatsanwaltschaft: Funda Bıçakoğlu Verteidigung: Guido Broscheit            |
| 191                        | S04E49                   | Teenager in der Wildnis ausgesetzt?                                                                          | 4. Dezember 2023   | Staatsanwaltschaft: Stephan Lucas Verteidigung: Isabella Schulien            |
| 192                        | S04E35                   | Tot oder abgetaucht - Wo ist Vincent?                                                                        | 5. Dezember 2023   | Staatsanwaltschaft: Stephan Lucas Verteidigung: Simone Dahlmann-Ludwig       |
| 193                        | S04E51                   | Suche nach leiblichem Vater soll Katastrophe ausgelöst haben                                                 | 6. Dezember 2023   | Staatsanwaltschaft: Gabriele Bender-Paukens Verteidigung: Guido Broscheit    |
| 194                        | S04E55                   | Ehemalige Höhlenbewohnerin soll Konkurrentin niedergeschlagen haben                                          | 7. Dezember 2023   | Staatsanwaltschaft: Funda Bıçakoğlu Verteidigung: Raffael Gordzielik         |
| 195                        | S04E56                   | Eklat auf Beerdigung - Wer fuhr Bürgermeister auf dem Friedhofsparkplatz an?                                 | 11. Dezember 2023  | Staatsanwaltschaft: Funda Bıçakoğlu Verteidigung: Raffael Gordzielik         |
| 196                        | S04E66                   | Der Täter mit der Gruselstimme - Mysteriöser Überfall auf Autohändler                                        | 12. Dezember 2023  | Staatsanwaltschaft: Stephan Lucas Verteidigung: Simone Dahlmann-Ludwig       |
| 197                        | S04E47                   | Betrüger oder Superheld - Rettete Vater Frau vor dem Ertrinken?                                              | 13. Dezember 2023  | Staatsanwaltschaft: Stephan Lucas Verteidigung: Isabella Schulien            |
| 198                        | S04E46                   | Hat Kundin Hand einer Goldschmiedin in Goldwalze gesteckt?                                                   | 14. Dezember 2023  | Staatsanwaltschaft: Gabriele Bender-Paukens Verteidigung: Guido Broscheit    |
| 199                        | S04E62                   | Rentner soll Nachbarin mit Holzstuhl niedergeschlagen haben                                                  | 18. Dezember 2023  | Staatsanwaltschaft: Funda Bıçakoğlu Verteidigung: Raffael Gordzielik         |
| 200                        | S04E50                   | Versuchte ein Gärtner, seine Chefin kopfüber in der Wassertonne zu ertränken?                                | 19. Dezember 2023  | Staatsanwaltschaft: Stephan Lucas Verteidigung: Isabella Schulien            |
| 201                        | S04E65                   | Scheidungsanwalt mit Zigarre ermordet                                                                        | 20. Dezember 2023  | Staatsanwaltschaft: Stephan Lucas Verteidigung: Simone Dahlmann-Ludwig       |
| 202                        | S04E53                   | Mörderischer Urlaub in der Ferienanlage                                                                      | 21. Dezember 2023  | Staatsanwaltschaft: Gabriele Bender-Paukens Verteidigung: Guido Broscheit    |
| 203                        | S04E42                   | Programmierer soll Chefin ertränkt haben                                                                     | 22. Dezember 2023  | Staatsanwaltschaft: Stephan Lucas Verteidigung: Isabella Schulien            |
| 204                        | S04E63                   | Eiskalt abserviert - Hat frustrierte Ex des Bräutigams am Hochzeitstag Rot gesehen?                          | 8. Januar 2024     | Staatsanwaltschaft: Stephan Lucas Verteidigung: Simone Dahlmann-Ludwig       |
| 205                        | S04E71                   | Wurde Hausbesitzerin von Obdachlosem die Treppe hinuntergestoßen?                                            | 9. Januar 2024     | Staatsanwaltschaft: Funda Bıçakoğlu Verteidigung: Guido Broscheit            |
| 206                        | S04E60                   | Eine Frau ohne Papiere, ein Cowboy und ein Raub                                                              | 10. Januar 2024    | Staatsanwaltschaft: Gabriele Bender-Paukens Verteidigung: Guido Broscheit    |
| 207                        | S04E34                   | Spielplatzstreit eskaliert - Krankenschwester wird schwer verletzt                                           | 12. Januar 2024    | Staatsanwaltschaft: Stephan Lucas Verteidigung: Isabella Schulien            |
| 208                        | S04E70                   | Junger Reiseleiter soll renitente Rentnerin mit Nikotinpflastern vergiftet haben                             | 15. Januar 2024    | Staatsanwaltschaft: Funda Bıçakoğlu Verteidigung: Guido Broscheit            |
| 209                        | S04E76                   | Zweifache Mutter soll Blitzer abgefackelt haben                                                              | 16. Januar 2024    | Staatsanwaltschaft: Funda Bıçakoğlu Verteidigung: Guido Broscheit            |
| 210                        | S04E78                   | Hundesitter soll bei Einbruch Chefin getötet haben                                                           | 17. Januar 2024    | Staatsanwaltschaft: Stephan Lucas Verteidigung: Simone Dahlmann-Ludwig       |
| 211                        | S04E41                   | Plötzlich erwachsen - Wurde Vater ausgeknockt, weil er übertrieben an Tochter klammerte?                     | 18. Januar 2024    | Staatsanwaltschaft: Stephan Lucas Verteidigung: Simone Dahlmann-Ludwig       |
| 212                        | S04E67                   | Hat Tochter Elternhaus aus Rache angezündet?                                                                 | 22. Januar 2024    | Staatsanwaltschaft: Stephan Lucas Verteidigung: Simone Dahlmann-Ludwig       |
| 213                        | S04E54                   | Kinderhasser-Rufmordkampagne, weil Kinder im Restaurant verboten sind?                                       | 23. Januar 2024    | Staatsanwaltschaft: Funda Bıçakoğlu Verteidigung: Raffael Gordzielik         |
| 214                        | S04E80                   | Nachbarschaftsstreit im Mietshaus eskaliert - Beging unbescholtener Familienvater eine schwere Straftat?     | 24. Januar 2024    | Staatsanwaltschaft: Funda Bıçakoğlu Verteidigung: Guido Broscheit            |
| 215                        | S04E83                   | Geburtsmarathon um Omas Glückskiste                                                                          | 25. Januar 2024    | Staatsanwaltschaft: Gabriele Bender-Paukens Verteidigung: André Miegel       |
| 216                        | S04E68                   | Alarm im Nagelstudio - Resolute Inhaberin verteidigt ihre Einnahmen                                          | 26. Januar 2024    | Staatsanwaltschaft: Funda Bıçakoğlu Verteidigung: Guido Broscheit            |
| 217                        | S04E45                   | Feuerkünstler soll Geburtstagskind mit Absicht verletzt haben                                                | 29. Januar 2024    | Staatsanwaltschaft: Gabriele Bender-Paukens Verteidigung: Guido Broscheit    |
| 218                        | S04E43                   | Leiche wird bei Wohnungsauflösung in Kühltruhe entdeckt                                                      | 30. Januar 2024    | Staatsanwaltschaft: Stephan Lucas Verteidigung: Simone Dahlmann-Ludwig       |
| 219                        | S04E69                   | Wollte wiedererwachte Komapatientin ihre beste Freundin hinterhältig ermorden?                               | 1. Februar 2024    | Staatsanwaltschaft: Funda Bıçakoğlu Verteidigung: Guido Broscheit            |
| 220                        | S04E52                   | Schwangerschaft nach Affäre mit Chef - Wollte Ex-Freund sich rächen?                                         | 2. Februar 2024    | Staatsanwaltschaft: Stephan Lucas Verteidigung: Simone Dahlmann-Ludwig       |
| 221                        | S04E57                   | Wollte Frau ihren Ex mit Feuer aus dem Garten vertreiben?                                                    | 5. Februar 2024    | Staatsanwaltschaft: Funda Bıçakoğlu Verteidigung: Guido Broscheit            |
| 222                        | S04E40                   | Alleinunterhalter wird vor Altersheim niedergeschlagen                                                       | 6. Februar 2024    | Staatsanwaltschaft: Stephan Lucas Verteidigung: Simone Dahlmann-Ludwig       |
| 223                        | S04E61                   | Arbeiterwitwe soll sich brutal an Bauunternehmer gerächt haben                                               | 7. Februar 2024    | Staatsanwaltschaft: Funda Bıçakoğlu Verteidigung: Raffael Gordzielik         |
| 224                        | S04E77                   | Mütter-Krieg in Kindertagesstätte eskaliert                                                                  | 9. Februar 2024    | Staatsanwaltschaft: Gabriele Bender-Paukens Verteidigung: André Miegel       |
| 225                        | S04E90                   | Hat überarbeitete Schichtarbeiterin ihrer Nachbarin Hörschaden zugefügt?                                     | 13. Februar 2024   | Staatsanwaltschaft: Gabriele Bender-Paukens Verteidigung: Guido Broscheit    |
| 226                        | S04E82                   | Hausarbeit in Rechnung gestellt - Rächte sich Alleinerziehende an dreistem Freund?                           | 14. Februar 2024   | Staatsanwaltschaft: Funda Bıçakoğlu Verteidigung: André Miegel               |
| 227                        | S04E93                   | Doppelt dreist - verletzte und bestahl Bruder seine reiche Schwester, um seine Schulden bei ihr zu bezahlen? | 15. Februar 2024   | Staatsanwaltschaft: Stephan Lucas Verteidigung: Simone Dahlmann-Ludwig       |
| 228                        | S04E89                   | Chlorgas-Alarm im Schwimmbad – Verlor ausgerechnet attraktiver Bademeister die Nerven?                       | 16. Februar 2024   | Staatsanwaltschaft: Stephan Lucas Verteidigung: Isabella Schulien            |
| 229                        | S04E100                  | Vorsitzender des Tennisvereins mit Ballmaschine attackiert                                                   | 19. Februar 2024   | Staatsanwaltschaft: Funda Bıçakoğlu Verteidigung: Guido Broscheit            |
| 230                        | S04E99                   | Großbauer soll beliebte Dorfpolizistin über Nacht ins Dixi-Klo gesperrt haben                                | 20. Februar 2024   | Staatsanwaltschaft: Gabriele Bender-Paukens Verteidigung: Guido Broscheit    |
| 231                        | S04E97                   | Macht Schaukelpferd besten Freund zum Mörder?                                                                | 21. Februar 2024   | Staatsanwaltschaft: Funda Bıçakoğlu Verteidigung: Guido Broscheit            |
| 232                        | S04E64                   | Explosive Paketlieferung versetzt Reihenhaussiedlung in Aufruhr                                              | 22. Februar 2024   | Staatsanwaltschaft: Stephan Lucas Verteidigung: Simone Dahlmann-Ludwig       |
| 233                        | S04E85                   | Streckte Liebestolle genervte Internetbekanntschaft kurzerhand mit Elektroschocker nieder?                   | 26. Februar 2024   | Staatsanwaltschaft: Funda Bıçakoğlu Verteidigung: Guido Broscheit            |
| 234                        | S04E91                   | Tödliche Hochzeitsfeier - Hat alleinerziehende Mutter sich an Brautpaar gerächt?                             | 27. Februar 2024   | Staatsanwaltschaft: Gabriele Bender-Paukens Verteidigung: Guido Broscheit    |
| 235                        | S04E88                   | Sonderling soll Studienrätin einbetoniert haben                                                              | 28. Februar 2024   | Staatsanwaltschaft: Stephan Lucas Verteidigung: Isabella Schulien            |
| 236                        | S04E58                   | Wer sperrte den Hotelchef in den Kühlraum?                                                                   | 29. Februar 2024   | Staatsanwaltschaft: Funda Bıçakoğlu Verteidigung: Raffael Gordzielik         |
| 237                        | S04E79                   | Noch immer Problemkind? Tochter geht nach dreistem Autoklau auf hilfsbereite Rentnerin los                   | 4. März 2024       | Staatsanwaltschaft: Funda Bıçakoğlu Verteidigung: Guido Broscheit            |
| 238                        | S04E92                   | Helikoptermama soll Freundin des Sohnes eingesperrt haben                                                    | 5. März 2024       | Staatsanwaltschaft: Funda Bıçakoğlu Verteidigung: André Miegel               |
| 239                        | S04E72                   | Junge Frau soll Pfandleihhaus ausgeraubt haben                                                               | 7. März 2024       | Staatsanwaltschaft: Stephan Lucas Verteidigung: Simone Dahlmann-Ludwig       |
| 240                        | S04E73                   | Nerviger Arbeitskollege wurde auf Klobrille festgeklebt                                                      | 8. März 2024       | Staatsanwaltschaft: Funda Bıçakoğlu Verteidigung: Guido Broscheit            |
| 241                        | S04E87                   | Zweifache Mutter wird nach Hofflohmarkt überfallen                                                           | 11. März 2024      | Staatsanwaltschaft: Stephan Lucas Verteidigung: Isabella Schulien            |
| 242                        | S04E84                   | Attraktiver Ordnungshüter wird von Frau drangsaliert                                                         | 12. März 2024      | Staatsanwaltschaft: Gabriele Bender-Paukens Verteidigung: André Miegel       |
| 243                        | S04E86                   | Bäuerin soll Feriengast in Jauchegrube ertränkt haben                                                        | 13. März 2024      | Staatsanwaltschaft: Funda Bıçakoğlu Verteidigung: Guido Broscheit            |
| 245                        | S04E75                   | Rettungseinsatz mit Folgen - Prügelte Sanitäter einen Pöbler fast zu Tode?                                   | 18. März 2024      | Staatsanwaltschaft: Stephan Lucas Verteidigung: Isabella Schulien            |
| 246                        | S04E96                   | Mysteriöser Überfall auf Mittdreißigerin in Tauschwohnung                                                    | 19. März 2024      | Staatsanwaltschaft: Funda Bıçakoğlu Verteidigung: Guido Broscheit            |
| 248                        | S04E94                   | Junger Mann soll entführten Supermarktleiter an Baum gefesselt haben                                         | 21. März 2024      | Staatsanwaltschaft: Funda Bıçakoğlu Verteidigung: André Miegel               |
| 250                        | S04E81                   | Die unheimliche Hütte im Wald - Überfall auf Wanderin im Morgengrauen                                        | 10. April 2024     | Staatsanwaltschaft: Stephan Lucas Verteidigung: Isabella Schulien            |
| 251                        | S04E95                   | Hat falscher Arzt seine Freundin getötet?                                                                    | 11. April 2024     | Staatsanwaltschaft: Stephan Lucas Verteidigung: Isabella Schulien            |
| 252                        | S04E74                   | Gipfelte jahrzehntelanger Geschwisterstreit in heißem Frittierfett-Anschlag auf die eigene Schwester?        | 12. April 2024     | Staatsanwaltschaft: Funda Bıçakoğlu Verteidigung: Guido Broscheit            |
| 257                        | S04E98                   | Pikantes Geheimnis soll Katastrophe ausgelöst haben                                                          | 18. April 2024     | Staatsanwaltschaft: Stephan Lucas Verteidigung: Simone Dahlmann-Ludwig       |

## Staffel 5 (2024–2025)
Am 15. März 2024 wurde die erste Episode der fünften Staffel ausgestrahlt, womit diese Staffel eröffnet wurde. Zu diesem Zeitpunkt standen auch noch die 7 restlichen Episoden der vierten Staffel zur Ausstrahlung aus, von denen die letzte am 18. April 2024 gesendet wurde. Nach der Folge vom 6. Juni 2024, der 34. der fünften Staffel von insgesamt 100 ging die Sendung in die Sommerpause. Vom 2. September 2024 bis zum 11. Oktober 2024 wurden 25 weitere neue Folgen der fünften Staffel werktags ausgestrahlt, ehe am 28. Oktober 2024 die nächste Episode der 5ten Staffel gesendet wurde und von da an unregelmäßig neue Folgen gesendet werden, also nicht wie im gewöhnlichen Erstausstrahlungsturnus vier oder fünf Episoden pro Woche, sondern nur eine oder zwei. Mit Ausstrahlung der Episode vom 20. November 2024 pausierten die neuen Folgen wiederum bis zum Jahresende 2024 ehe ab dem 7. Januar 2025 wieder regelmäßig neue Folgen laufen, vom 06. März bis 10. April abwechselnd mit Episoden der 6ten Staffel. Staffel 5 wurde mit Ausstrahlung der Episode vom 10. April 2025 mit umfassend 100 Folgen abgeschlossen
| Ausstrahlungs- reihenfolge | Produktions- reihenfolge | Titel | Erstausstrahlung   | Besetzung der Juristen                                                       |
| -------------------------- | ------------------------ | --- | ------------------ | ---------------------------------------------------------------------------- |
| 244                        | S05E12                   | Hat alleinerziehende Mutter aus Sorge um ihren Sohn Rentnerin mit Elektroschocker angegriffen?               | 15. März 2024      | Staatsanwaltschaft: Funda Bıçakoğlu Verteidigung: Simone Dahlmann-Ludwig     |
| 247                        | S05E08                   | Geldgier - Überfährt Tochter demenzkranken Vater?                                                            | 20. März 2024      | Staatsanwaltschaft: Stephan Lucas Verteidigung: Simone Dahlmann-Ludwig       |
| 249                        | S05E15                   | Schlafmitteleinnahme rächt sich: Dessous-Vertreterin erlebt Unglaubliches                                    | 8. April 2024      | Staatsanwaltschaft: Funda Bıçakoğlu Verteidigung: Guido Broscheit            |
| 250                        | S05E04                   | Mit ihm wirst du zum Millionär! Dubioser Lifecoach wird Opfer eines hinterhältigen Anschlages                | 9. April 2024      | Staatsanwaltschaft: Stephan Lucas Verteidigung: Simone Dahlmann-Ludwig       |
| 254                        | S05E01                   | Wer vergiftete Beamtin in Finanzamt-Kantine?                                                                 | 15. April 2024     | Staatsanwaltschaft: Stephan Lucas Verteidigung: Simone Dahlmann-Ludwig       |
| 255                        | S05E02                   | Firmeninhaber verweigert Schlüssel zum Eigenheim - Trieb er Familienvater damit zum Mord?                    | 16. April 2024     | Staatsanwaltschaft: Stephan Lucas Verteidigung: Isabella Schulien            |
| 257                        | S05E03                   | Vom Thron gestoßener Schützenkönig wird von Einbrecher überwältigt                                           | 19. April 2024     | Staatsanwaltschaft: Stephan Lucas Verteidigung: Simone Dahlmann-Ludwig       |
| 258                        | S05E13                   | Angriff in Perückengeschäft! Wer attackierte 53-jährigen auf Freiersfüßen?                                   | 22. April 2024     | Staatsanwaltschaft: Stephan Lucas Verteidigung: Simone Dahlmann-Ludwig       |
| 259                        | S05E14                   | Warum wurde Flaschensammler im Hotelzimmer eines Fremden überfallen?                                         | 24. April 2024     | Staatsanwaltschaft: Funda Bıçakoğlu Verteidigung: Guido Broscheit            |
| 260                        | S05E07                   | Mann erschießt Alien in fremden Garten                                                                       | 25. April 2024     | Staatsanwaltschaft: Stephan Lucas Verteidigung: Simone Dahlmann-Ludwig       |
| 261                        | S05E06                   | Gutmütige Frau verkündet Lottogewinn im Nachbarschaftschat und wird prompt ausgeraubt                        | 26. April 2024     | Staatsanwaltschaft: Stephan Lucas Verteidigung: Simone Dahlmann-Ludwig       |
| 262                        | S05E26                   | Hat ehemalige Leih-Oma Auto mitsamt Baby geklaut?                                                            | 29. April 2024     | Staatsanwaltschaft: Stephan Lucas Verteidigung: Isabella Schulien            |
| 263                        | S05E21                   | Verfeindete Kollegen landen nach Horror-Begegnung in der Sauna vor Gericht                                   | 30. April 2024     | Staatsanwaltschaft: Funda Bıçakoğlu Verteidigung: Guido Broscheit            |
| 264                        | S05E09                   | Beziehungskiller Spielkonsole - Übte Zocker Rache, weil seine Frau ihn auf der Heimfahrt einfach aussetzte?  | 2. Mai 2024        | Staatsanwaltschaft: Funda Bıçakoğlu Verteidigung: André Miegel               |
| 265                        | S05E17                   | Bekam Mann in Midlifecrisis die Quittung für seine Skrupellosigkeit?                                         | 3. Mai 2024        | Staatsanwaltschaft: Funda Bıçakoğlu Verteidigung: Guido Broscheit            |
| 266                        | S05E05                   | Hitzköpfiger Hausbootbesitzer soll Mittdreißigerin in den Rhein gestoßen haben                               | 6. Mai 2024        | Staatsanwaltschaft: Gabriele Bender-Paukens Verteidigung: Raffael Gordzielik |
| 267                        | S05E20                   | Machosprüche nonstop! Schlug Singlefrau ihren Pascha-Schwager nieder?                                        | 7. Mai 2024        | Staatsanwaltschaft: Funda Bıçakoğlu Verteidigung: Simone Dahlmann-Ludwig     |
| 268                        | S05E23                   | Rentnerin verlor durch Steinwurf in ihr Wohnzimmer ein Auge                                                  | 8. Mai 2024        | Staatsanwaltschaft: Gabriele Bender-Paukens Verteidigung: Raffael Gordzielik |
| 269                        | S05E11                   | Beinah zu Schrott gepresst - Bezahlt Bruder für Mordverdacht                                                 | 13. Mai 2024       | Staatsanwaltschaft: Stephan Lucas Verteidigung: Isabella Schulien            |
| 270                        | S05E30                   | Horror auf dem Spielplatz - Junge Frau nach Farbbeutelangriff schwer verletzt                                | 14. Mai 2024       | Staatsanwaltschaft: Funda Bıçakoğlu Verteidigung: Guido Broscheit            |
| 271                        | S05E16                   | Schweinefett auf der Treppe - Hat sich gehörnter Metzger an seiner Freundin gerächt?                         | 15. Mai 2024       | Staatsanwaltschaft: Funda Bıçakoğlu Verteidigung: Simone Dahlmann-Ludwig     |
| 272                        | S05E24                   | Ätzendes Familiendrama - Hat Ehemann seine Frau aus Wut über die Schwiegermutter eingesperrt?                | 16. Mai 2024       | Staatsanwaltschaft: Gabriele Bender-Paukens Verteidigung: Raffael Gordzielik |
| 273                        | S05E28                   | Endete Rache-Shitstorm mit Vergiften der geliebten Katze?                                                    | 17. Mai 2024       | Staatsanwaltschaft: Gabriele Bender-Paukens Verteidigung: Raffael Gordzielik |
| 274                        | S05E22                   | Ertappt intelligente Haustierfuttermaschine randalierende Einbrecherin und Katzendiebin?                     | 22. Mai 2024       | Staatsanwaltschaft: Funda Bıçakoğlu Verteidigung: Guido Broscheit            |
| 275                        | S05E18                   | Wurde Schönheitschirurg angegriffen, weil er Brustvergrößerung verweigerte?                                  | 23. Mai 2024       | Staatsanwaltschaft: Stephan Lucas Verteidigung: Isabella Schulien            |
| 276                        | S05E33                   | Gesicht und Hände verätzt - Wollte Haushaltshilfe durch Säureanschlag den Platz der Hausherrin einnehmen?    | 24. Mai 2024       | Staatsanwaltschaft: Funda Bıçakoğlu Verteidigung: Guido Broscheit            |
| 277                        | S05E27                   | Geschwisterrivalität kocht hoch – Führte Kampf um Zuneigung der Eltern zu Mordanschlag?                      | 27. Mai 2024       | Staatsanwaltschaft: Stephan Lucas Verteidigung: Isabella Schulien            |
| 278                        | S05E31                   | 10.000 Euro geschenkt - Wohltätiger Einbrecher unterwegs?                                                    | 28. Mai 2024       | Staatsanwaltschaft: Gabriele Bender-Paukens Verteidigung: Raffael Gordzielik |
| 279                        | S05E19                   | Schürhaken-Angriff! Wurde dreifache Mutter wirklich zur Täterin?                                             | 29. Mai 2024       | Staatsanwaltschaft: Funda Bıçakoğlu Verteidigung: André Miegel               |
| 280                        | S05E38                   | Hinter verschlossenen Kliniktüren - Stach Patient Leiterin nieder, weil er von ihr belästigt wurde?          | 31. Mai 2024       | Staatsanwaltschaft: Stephan Lucas Verteidigung: Simone Dahlmann-Ludwig       |
| 281                        | S05E32                   | Mordversuch auf Ritterfest                                                                                   | 3. Juni 2024       | Staatsanwaltschaft: Funda Bıçakoğlu Verteidigung: Guido Broscheit            |
| 282                        | S05E40                   | Ehemann soll Zahntechnikerin übel zugerichtet haben                                                          | 4. Juni 2024       | Staatsanwaltschaft: Stephan Lucas Verteidigung: Simone Dahlmann-Ludwig       |
| 283                        | S05E42                   | Kein Entkommen aus Escape Room - Versuchte Geliebte schwangere Freundin des Ex umzubringen?                  | 5. Juni 2024       | Staatsanwaltschaft: Funda Bıçakoğlu Verteidigung: André Miegel               |
| 284                        | S05E37                   | Klassentreffen reißt alte Wunden auf                                                                         | 6. Juni 2024       | Staatsanwaltschaft: Funda Bıçakoğlu Verteidigung: Guido Broscheit            |
| 285                        | S05E10                   | Eifersüchtige Tagesmutter soll Liebesrivalin schwer verletzt haben                                           | 2. September 2024  | Staatsanwaltschaft: Funda Bıçakoğlu Verteidigung: André Miegel               |
| 286                        | S05E35                   | Säugling erhält Horrorvornamen - Familienstreit endet vor Gericht                                            | 3. September 2024  | Staatsanwaltschaft: Funda Bıçakoğlu Verteidigung: Guido Broscheit            |
| 287                        | S05E25                   | Sperrte gute Seele des Tierschutzvereins Chef in Käfig?                                                      | 4. September 2024  | Staatsanwaltschaft: Gabriele Bender-Paukens Verteidigung: Raffael Gordzielik |
| 288                        | S05E44                   | Brauereichef kämpft mit Besetzungcouch-Vorwürfen der Möchtegern-Brausekönigin                                | 5. September 2024  | Staatsanwaltschaft: Gabriele Bender-Paukens Verteidigung: Guido Broscheit    |
| 289                        | S05E45                   | Rätsel um Heddas Handtasche - Beklaute Gästebetreuerin verschrobene Witwe?                                   | 9. September 2024  | Staatsanwaltschaft: Funda Bıçakoğlu Verteidigung: Guido Broscheit            |
| 290                        | S05E36                   | Rücksichtsloser Egoismus kostet Familienoberhaupt fast das Leben                                             | 11. September 2024 | Staatsanwaltschaft: Stephan Lucas Verteidigung: Isabella Schulien            |
| 291                        | S05E48                   | Müllkünstler fast erfroren! Sperrte Frau Ex-Verlobten in Lieferwagen und räumte sein halbes Konto leer?      | 12. September 2024 | Staatsanwaltschaft: Funda Bıçakoğlu Verteidigung: Simone Dahlmann-Ludwig     |
| 292                        | S05E49                   | Abfahrt mit Beinbruch - Hat sich Käseblatt-Redakteur im Ski-Urlaub an Ex gerächt?                            | 13. September 2024 | Staatsanwaltschaft: Gabriele Bender-Paukens Verteidigung: Guido Broscheit    |
| 293                        | S05E29                   | Lehrerin versendet Liebesbotschaft an Elternverteiler                                                        | 16. September 2024 | Staatsanwaltschaft: Stephan Lucas Verteidigung: Isabella Schulien            |
| 294                        | S05E58                   | Hochzeitsauto gecrasht! Sah abgeblitzte Pensionswirtin rot?                                                  | 17. September 2024 | Staatsanwaltschaft: Funda Bıçakoğlu Verteidigung: André Miegel               |
| 295                        | S05E63                   | Game-Chat in den Tod - Brachte abgelehnter Internetfreund Mädchen um?                                        | 18. September 2024 | Staatsanwaltschaft: Gabriele Bender-Paukens Verteidigung: Guido Broscheit    |
| 296                        | S05E46                   | Hat KFZ-Meisterin den Wagen eines Kunden abgefackelt?                                                        | 19. September 2024 | Staatsanwaltschaft: Gabriele Bender-Paukens Verteidigung: Guido Broscheit    |
| 297                        | S05E34                   | Professorin wird durch ominösen Blumenstrauß abgehört                                                        | 20. September 2024 | Staatsanwaltschaft: Funda Bıçakoğlu Verteidigung: Guido Broscheit            |
| 298                        | S05E43                   | Hat verzweifelter Dauercamper fiesen Campingplatzerben getötet?                                              | 23. September 2024 | Staatsanwaltschaft: Funda Bıçakoğlu Verteidigung: André Miegel               |
| 299                        | S05E41                   | Hat wütende Ehefrau ihrem Mann die Brust aufgespritzt?                                                       | 24. September 2024 | Staatsanwaltschaft: Funda Bıçakoğlu Verteidigung: André Miegel               |
| 300                        | S05E52                   | Hat unvermittelbarer Rentner Partneragentur mit Briefbombe attackiert?                                       | 25. September 2024 | Staatsanwaltschaft: Funda Bıçakoğlu Verteidigung: Simone Dahlmann-Ludwig     |
| 301                        | S05E47                   | 35-jähriger Nesthocker wurde von Fahrradrowdy attackiert                                                     | 26. September 2024 | Staatsanwaltschaft: Stephan Lucas Verteidigung: Simone Dahlmann-Ludwig       |
| 302                        | S05E51                   | Pfarrer vor Beichtstuhl niedergeschlagen                                                                     | 27. September 2024 | Staatsanwaltschaft: Stephan Lucas Verteidigung: Isabella Schulien            |
| 303                        | S05E59                   | Wurde Frau mit Schönheitswahn gedemütigt und entstellt, weil sie Stieftochter Abnehmspritze unterjubelte?    | 30. September 2024 | Staatsanwaltschaft: Funda Bıçakoğlu Verteidigung: Guido Broscheit            |
| 304                        | S05E70                   | Angriff im Sandkasten - Stecken die Nachbarn dahinter?                                                       | 1. Oktober 2024    | Staatsanwaltschaft: Stephan Lucas Verteidigung: Isabella Schulien            |
| 305                        | S05E50                   | Handwerker soll bei Einbruch Herzinfarkt bei Rentnerin ausgelöst haben                                       | 4. Oktober 2024    | Staatsanwaltschaft: Funda Bıçakoğlu Verteidigung: Simone Dahlmann-Ludwig     |
| 306                        | S05E71                   | Herz weg, Geld weg - Rache an perfidem Liebesschwindler endet fast tödlich                                   | 7. Oktober 2024    | Staatsanwaltschaft: Funda Bıçakoğlu Verteidigung: Raffael Gordzielik         |
| 307                        | S05E57                   | Der eiskalte Engel - Hat sich eine Altenpflegerin an ihrem Vermieter gerächt?                                | 9. Oktober 2024    | Staatsanwaltschaft: Funda Bıçakoğlu Verteidigung: André Miegel               |
| 308                        | S05E54                   | Junge Frau querschnittsgelähmt durch unterlassene Hilfeleistung des Exfreunds?                               | 10. Oktober 2024   | Staatsanwaltschaft: Stephan Lucas Verteidigung: Simone Dahlmann-Ludwig       |
| 309                        | S05E39                   | Hat gestandene Taxifahrerin junge Kundin überfallen und ausgeraubt?                                          | 11. Oktober 2024   | Staatsanwaltschaft: Stephan Lucas Verteidigung: Simone Dahlmann-Ludwig       |
| 310                        | S05E66                   | Illegale Machenschaften in Wäscherei - Rentner brutal niedergestreckt                                        | 28. Oktober 2024   | Staatsanwaltschaft: Stephan Lucas Verteidigung: Isabella Schulien            |
| 311                        | S05E53                   | Verätzte sich Großfamilien-Mama durch Nachlässigkeit ihres Chefs die Hände?                                  | 6. November 2024   | Staatsanwaltschaft: Stephan Lucas Verteidigung: Simone Dahlmann-Ludwig       |
| 312                        | S05E74                   | Randale im Haus der Erzfeindin - Täuscht die Angeklagte ihren Gedächtnisverlust vor?                         | 11. November 2024  | Staatsanwaltschaft: Funda Bıçakoğlu Verteidigung: Guido Broscheit            |
| 313                        | S05E77                   | Rache, Geldgier oder Unfähigkeit? Bestatterin soll Beerdigung verdorben und Verstorbenen verschwinden lassen | 18. November 2024  | Staatsanwaltschaft: Funda Bıçakoğlu Verteidigung: Guido Broscheit            |
| 314                        | S05E55                   | Wer bist du? Unbekannte Frau gibt Rätsel auf                                                                 | 20. November 2024  | Staatsanwaltschaft: Stephan Lucas Verteidigung: Simone Dahlmann-Ludwig       |
| 315                        | S05E62                   | Braver Pizzabote soll einsame Seniorin mit Enkeltrick um ihr Erspartes gebracht haben                        | 7. Januar 2025     | Staatsanwaltschaft: Funda Bıçakoğlu Verteidigung: André Miegel               |
| 316                        | S05E85                   | Eifersuchtsdramen in Senioren-WG! Später Liebesrausch endet tragisch                                         | 8. Januar 2025     | Staatsanwaltschaft: Stephan Lucas Verteidigung: Raffael Gordzielik           |
| 317                        | S05E61                   | Wer hat Nudistin acht Stunden lang in Baustellen-Toilette gesperrt?                                          | 9. Januar 2025     | Staatsanwaltschaft: Funda Bıçakoğlu Verteidigung: Guido Broscheit            |
| 318                        | S05E90                   | Mutter soll nach Verlust des Sorgerechts Entführer im Internet beauftragt haben                              | 13. Januar 2025    | Staatsanwaltschaft: Funda Bıçakoğlu Verteidigung: André Miegel               |
| 319                        | S05E91                   | Giftiger Mordversuch - Vertuschung eines ungelösten Verbrechens                                              | 14. Januar 2025    | Staatsanwaltschaft: Funda Bıçakoğlu Verteidigung: Simone Dahlmann-Ludwig     |
| 320                        | S05E60                   | Erbitterter Konkurrenzkampf in Tanzschule führt zu drastischer Verletzung                                    | 15. Januar 2025    | Staatsanwaltschaft: Funda Bıçakoğlu Verteidigung: Guido Broscheit            |
| 321                        | S05E78                   | Hell, heller, verrückt! Hat Flutlichtanlage Nachbarin zur Weißglut getrieben?                                | 16. Januar 2025    | Staatsanwaltschaft: Stephan Lucas Verteidigung: Guido Broscheit              |
| 322                        | S05E67                   | Fauler Vater wird bewusstlos und halbnackt im Bällebad gefunden                                              | 17. Januar 2025    | Staatsanwaltschaft: Stephan Lucas Verteidigung: Isabella Schulien            |
| 323                        | S05E64                   | Hochnäsige Tochter erleidet Erfrierung durch Kryotherapiegerät                                               | 20. Januar 2025    | Staatsanwaltschaft: Stephan Lucas Verteidigung: Isabella Schulien            |
| 324                        | S05E83                   | Hausmeister soll Schüler im Affenkostüm vor Schule angebunden haben                                          | 21. Januar 2025    | Staatsanwaltschaft: Stephan Lucas Verteidigung: Simone Dahlmann-Ludwig       |
| 325                        | S05E68                   | Hat Mann Kollegin vom Parkdeck geschubst?                                                                    | 23. Januar 2025    | Staatsanwaltschaft: Stephan Lucas Verteidigung: Simone Dahlmann-Ludwig       |
| 326                        | S05E81                   | Männchen in der Grube - Hat Einsiedler-Oma Paintballer in Grube gefangen?                                    | 24. Januar 2025    | Staatsanwaltschaft: Gabriele Bender-Paukens Verteidigung: André Miegel       |
| 327                        | S05E88                   | Aus Angst um den Sohn - Hat Schwiegertochter lebenslustige Influencer-Oma vergiftet?                         | 27. Januar 2025    | Staatsanwaltschaft: Funda Bıçakoğlu Verteidigung: André Miegel               |
| 328                        | S05E80                   | Einmal Versager, immer Versager? Gescheiterter Handwerker soll reiche Familie ausgeraubt haben!              | 28. Januar 2025    | Staatsanwaltschaft: Funda Bıçakoğlu Verteidigung: Simone Dahlmann-Ludwig     |
| 329                        | S05E69                   | Eifersucht geht durch den Magen - Hat Ehemann den Kochlehrer seiner Frau mit Bratpfanne niedergeschlagen?    | 29. Januar 2025    | Staatsanwaltschaft: Stephan Lucas Verteidigung: Simone Dahlmann-Ludwig       |
| 330                        | S05E65                   | Heißer Putzwichtel unter Verdacht - Handelsvertreter soll Kundin überfallen haben                            | 31. Januar 2025    | Staatsanwaltschaft: Gabriele Bender-Paukens Verteidigung: Guido Broscheit    |
| 331                        | S05E82                   | Wer hat bildschöne Imbissbudenbesitzerin entstellt?                                                          | 3. Februar 2025    | Staatsanwaltschaft: Stephan Lucas Verteidigung: Simone Dahlmann-Ludwig       |
| 332                        | S05E72                   | Pfandleiher wegen vertauschtem Familienerbstück schwer verletzt                                              | 5. Februar 2025    | Staatsanwaltschaft: Funda Bıçakoğlu Verteidigung: Raffael Gordzielik         |
| 333                        | S05E75                   | Versteck wurde zur Falle! Versuchte Fußballtrainer beste Freundin wirklich nur zu beschützen?                | 6. Februar 2025    | Staatsanwaltschaft: Stephan Lucas Verteidigung: Guido Broscheit              |
| 334                        | S05E56                   | Ex-Häftling manipuliert Rasenmäher - Wollte er die Tochter seiner Vermieterin töten?                         | 7. Februar 2025    | Staatsanwaltschaft: Gabriele Bender-Paukens Verteidigung: Guido Broscheit    |
| 335                        | S05E84                   | Gemütlicher Spieleabend mit guten Freunden endet in einer gefährlichen Katastrophe                           | 10. Februar 2025   | Staatsanwaltschaft: Stephan Lucas Verteidigung: Simone Dahlmann-Ludwig       |
| 336                        | S05E79                   | Rasend vor Wut – Verwüstete Forstarbeiter mit der Axt vor den Augen seiner Stieftochter ein Fitnessstudio?   | 11. Februar 2025   | Staatsanwaltschaft: Stephan Lucas Verteidigung: Guido Broscheit              |
| 337                        | S05E92                   | Anschlag im Internat - Wollte jemand reiche Mutter mit Holzleiter erschlagen?                                | 13. Februar 2025   | Staatsanwaltschaft: Stephan Lucas Verteidigung: Simone Dahlmann-Ludwig       |
| 338                        | S05E76                   | Streit um Müll eskaliert – Sollte nerviger Nachbar in der Papiertonne sterben?                               | 14. Februar 2025   | Staatsanwaltschaft: Funda Bıçakoğlu Verteidigung: Guido Broscheit            |
| 339                        | S05E97                   | Großfamilie futtert sich durch, bis Zechprellervater in China-Restaurant kollabiert!                         | 17. Februar 2025   | Staatsanwaltschaft: Stephan Lucas Verteidigung: Simone Dahlmann-Ludwig       |
| 340                        | S05E73                   | Alptraum nach Adoption – Attackierte panische Mutter den leiblichen Vater ihrer Adoptivtochter?              | 18. Februar 2025   | Staatsanwaltschaft: Funda Bıçakoğlu Verteidigung: Raffael Gordzielik         |
| 341                        | S05E86                   | Gefährlicher Drahtseilakt – Verübte frustrierter Seiltänzer hinterhältigen Mordanschlag auf attraktiven Konk | 21. Februar 2025   | Staatsanwaltschaft: Stephan Lucas Verteidigung: Raffael Gordzielik           |
| 342                        | S05E93                   | Von der Braut gefeuerte Trauzeugin soll Hochzeitsplaner mit Pfeil und Bogen beschossen haben                 | 24. Februar 2025   | Staatsanwaltschaft: Funda Bıçakoğlu Verteidigung: Simone Dahlmann-Ludwig     |
| 343                        | S05E94                   | Tötete einsame Unternehmerin Doppelgängerin, um deren glückliche Zukunft zu leben?                           | 25. Februar 2025   | Staatsanwaltschaft: Stephan Lucas Verteidigung: Simone Dahlmann-Ludwig       |
| 344                        | S05E89                   | Stieß Straßenbahn-Rowdy junge Mutter auf die Gleise?                                                         | 26. Februar 2025   | Staatsanwaltschaft: Funda Bıçakoğlu Verteidigung: André Miegel               |
| 345                        | S05E98                   | Mann brettert durch Verkehrskontrolle und will halbnackt vor Gericht treten                                  | 27. Februar 2025   | Staatsanwaltschaft: Gabriele Bender-Paukens Verteidigung: Guido Broscheit    |
| 346                        | S05E95                   | Lauerte wütender Hotelgast aus Rache der Putzfrau auf und verletzte sie schwer?                              | 4. März 2025       | Staatsanwaltschaft: Gabriele Bender-Paukens Verteidigung: André Miegel       |
| 347                        | S05E100                  | Mutter auf Abwegen! Hat Seniorenbetreuerin alle getäuscht und Hausbesitzerin bei Diebstahl schwer verletzt?  | 5. März 2025       | Staatsanwaltschaft: Stephan Lucas Verteidigung: Simone Dahlmann-Ludwig       |
| 355                        | S05E96                   | Nase voll von frischer Landluft – Spießte unheimlicher Dorfneuling hinterrücks alteingesessenen Bauern auf?  | 20. März 2025      | Staatsanwaltschaft: Stephan Lucas Verteidigung: Simone Dahlmann-Ludwig       |
| 363                        | S05E87                   | Cousin soll mit Molotowcocktail fast eine Katastrophe bei Tagesmutter angerichtet haben                      | 4. April 2025      | Staatsanwaltschaft: Stephan Lucas Verteidigung: Raffael Gordzielik           |
| 366                        | S05E99                   | Horrortrip Abijubiläum! Hat sich Mobbingopfer an ehemaligem Mitschüler gerächt?                              | 10. April 2025     | Staatsanwaltschaft: Stephan Lucas Verteidigung: Simone Dahlmann-Ludwig       |

## Staffel 6 (2025)
Am 6. März 2025 wurde die erste Episode der sechsten Staffel, welche wieder 100 Episoden umfasst ausgestrahlt, womit diese Staffel eröffnet wurde. Zu diesem Zeitpunkt standen auch noch die 3 restlichen Episoden der fünften Staffel zur Ausstrahlung aus, von denen die letzte am 10. April 2025 gesendet wurde. Mit Ausstrahlung der Episode vom 17. Juni 2025 ging die Sendung in die Sommerpause.
| Ausstrahlungs- reihenfolge | Produktions- reihenfolge | Titel | Erstausstrahlung  | Besetzung der Juristen                                                           |
| -------------------------- | ------------------------ | --- | ----------------- | -------------------------------------------------------------------------------- |
| 348                        | S06E03                   | Streckte dominante Ehefrau ihren unterwürfigen Ehemann mit einem Schraubenschlüssel nieder?                       | 6. März 2025      | Staatsanwaltschaft: Gabriele Bender-Paukens Verteidigung: Ömer Sahinci           |
| 349                        | S06E09                   | Brand im Ausbildungsbetrieb - Steckt die Auszubildende dahinter?                                                  | 7. März 2025      | Staatsanwaltschaft: Funda Bıçakoğlu Verteidigung: Guido Broscheit                |
| 350                        | S06E14                   | Wurst am laufenden Meter für alle! Kosteten Metzgereibesitzer seine Frechheiten fast das Leben?                   | 10. März 2025     | Staatsanwaltschaft: Stephan Lucas Verteidigung: Simone Dahlmann-Ludwig           |
| 351                        | S06E04                   | Stieß wütende Rentnerin attraktiven Handwerker aus dem Fenster?                                                   | 11. März 2025     | Staatsanwaltschaft: Gabriele Bender-Paukens Verteidigung: Ömer Sahinci           |
| 352                        | S06E02                   | Einbrecher setzt eingebildete Ü-50-Influencerin brutal ausser Gefecht                                             | 12. März 2025     | Staatsanwaltschaft: Gabriele Bender-Paukens Verteidigung: Guido Broscheit        |
| 353                        | S06E50                   | Schoss wütende Witwe auf neue Freundin ihres Nachbarn?                                                            | 17. März 2025     | Staatsanwaltschaft: Stephan Lucas Verteidigung: Isabella Schulien                |
| 354                        | S06E06                   | Fieser Säureanschlag – Rächte sich Haushälterin für ihre gemobbte Tochter an arroganter Snob-Familie?             | 18. März 2025     | Staatsanwaltschaft: Funda Bıçakoğlu Verteidigung: Guido Broscheit                |
| 356                        | S06E12                   | Wer strangulierte unbeliebte Sanitätshaus-Besitzerin mit Thrombose-Strumpf?                                       | 24. März 2025     | Staatsanwaltschaft: Stephan Lucas Verteidigung: Simone Dahlmann-Ludwig           |
| 357                        | S06E07                   | Brachte cholerischer Rentner verhasste Nachbarin fast mit Spinnen um?                                             | 26. März 2025     | Staatsanwaltschaft: Funda Bıçakoğlu Verteidigung: Guido Broscheit                |
| 358                        | S06E17                   | Vater verheimlicht, weil er zu peinlich war – Familiendrama vor Gericht                                           | 27. März 2025     | Staatsanwaltschaft: Gabriele Bender-Paukens Verteidigung: Simone Dahlmann-Ludwig |
| 359                        | S06E01                   | Wer hat Landschaftsgärtner auf Dach angekettet und in der Sonne brutzeln lassen?                                  | 28. März 2025     | Staatsanwaltschaft: Gabriele Bender-Paukens Verteidigung: Guido Broscheit        |
| 360                        | S06E16                   | Unbeliebte Kollegin als Vogelscheuche mit Kürbiskopf dekoriert                                                    | 31. März 2025     | Staatsanwaltschaft: Stephan Lucas Verteidigung: Simone Dahlmann-Ludwig           |
| 361                        | S06E19                   | Drei Freundinnen, ein Wellness Wochenende und ein versuchter Mord                                                 | 1. April 2025     | Staatsanwaltschaft: Funda Bıçakoğlu Verteidigung: Simone Dahlmann-Ludwig         |
| 362                        | S06E13                   | Überlebenstraining wider Willen - Schwiegermonster im Wald ausgesetzt?                                            | 3. April 2025     | Staatsanwaltschaft: Stephan Lucas Verteidigung: Simone Dahlmann-Ludwig           |
| 364                        | S06E23                   | Untreuer Ehemann soll beste Freundin seiner Frau mit Feuerlöscher ausgeknockt haben                               | 7. April 2025     | Staatsanwaltschaft: Gabriele Bender-Paukens Verteidigung: Simone Dahlmann-Ludwig |
| 365                        | S06E20                   | Drama im Supermarkt – Wurde Filialleiter von neidischer Kollegin attackiert?                                      | 9. April 2025     | Staatsanwaltschaft: Stephan Lucas Verteidigung: Simone Dahlmann-Ludwig           |
| 367                        | S06E22                   | Wurde reicher Widerling mit Golfschläger angegriffen, weil er uneheliche Tochter verleugnet?                      | 14. April 2025    | Staatsanwaltschaft: Gabriele Bender-Paukens Verteidigung: Simone Dahlmann-Ludwig |
| 368                        | S06E30                   | 120.000 Euro in Flammen! Verbrannte neidische Mutter Lottogewinn des Stiefsohnes aus Rache?                       | 15. April 2025    | Staatsanwaltschaft: Stephan Lucas Verteidigung: Simone Dahlmann-Ludwig           |
| 369                        | S06E05                   | Hat cleverer Bäcker Geld regnen lassen und damit Massenhysterie ausgelöst?                                        | 17. April 2025    | Staatsanwaltschaft: Gabriele Bender-Paukens Verteidigung: Ömer Sahinci           |
| 370                        | S06E28                   | Pantoffelheld soll acht Jahre ältere Ex-Freundin von Balkon geworfen haben                                        | 23. April 2025    | Staatsanwaltschaft: Funda Bıçakoğlu Verteidigung: Simone Dahlmann-Ludwig         |
| 371                        | S06E15                   | Kluge Frau blind vor Liebe - Hat gehörnte Unternehmerin jungem Lover einen brutalen Denkzettel verpasst?          | 24. April 2025    | Staatsanwaltschaft: Stephan Lucas Verteidigung: Simone Dahlmann-Ludwig           |
| 372                        | S06E29                   | Nachbarschaftsdrama in Reihenhaussiedlung - Hat eifersüchtige Ehefrau die schöne Nachbarin verletzt?              | 28. April 2025    | Staatsanwaltschaft: Stephan Lucas Verteidigung: Simone Dahlmann-Ludwig           |
| 373                        | S06E08                   | Ein dummer Blondinen-Witz zu viel: Wollte Trucker-Babe übergriffigen Kollegen erschlagen?                         | 29. April 2025    | Staatsanwaltschaft: Funda Bıçakoğlu Verteidigung: Guido Broscheit                |
| 374                        | S06E18                   | Aus der Traum von New York – Schlug junger Nachbar Ersatzoma nieder, um ihre Reisekasse zu klauen?                | 30. April 2025    | Staatsanwaltschaft: Gabriele Bender-Paukens Verteidigung: Simone Dahlmann-Ludwig |
| 375                        | S06E37                   | Gequälte Arbeitnehmer beim Team Event – Sollte verhasster Chef in der tiefsten Eifel sterben?                     | 5. Mai 2025       | Staatsanwaltschaft: Funda Bıçakoğlu Verteidigung: Ömer Sahinci                   |
| 376                        | S06E26                   | Gesicht entstellt und überfallen, weil reiche Schönheit ihre arme Freundin bei Lotteriegewinn gnadenlos abzockte? | 7. Mai 2025       | Staatsanwaltschaft: Stephan Lucas Verteidigung: Simone Dahlmann-Ludwig           |
| 377                        | S06E27                   | Durchgedreht – Wollte aufbrausender Karussell-Betreiber kühl berechnende Konkurrentin endgültig loswerden?        | 8. Mai 2025       | Staatsanwaltschaft: Funda Bıçakoğlu Verteidigung: Ömer Sahinci                   |
| 378                        | S06E10                   | Ließ rachsüchtige Frau Ex-Freund entführen?                                                                       | 9. Mai 2025       | Staatsanwaltschaft: Funda Bıçakoğlu Verteidigung: Guido Broscheit                |
| 379                        | S06E45                   | Sperrmüllberge und Zebratanga: Hatte junge Vermieterin in Not genug von ihrem peinlichen Horrormieter?            | 12. Mai 2025      | Staatsanwaltschaft: Funda Bıçakoğlu Verteidigung: Raffael Gordzielik             |
| 380                        | S06E34                   | Rätselhafter Mordfall mit Videobotschaft eines Toten, zwei Frauen und einem Cowboy                                | 13. Mai 2025      | Staatsanwaltschaft: Gabriele Bender-Paukens Verteidigung: Guido Broscheit        |
| 381                        | S06E11                   | Lehrer nach Elternversammlung brutal niedergeschlagen                                                             | 16. Mai 2025      | Staatsanwaltschaft: Funda Bıçakoğlu Verteidigung: Guido Broscheit                |
| 382                        | S06E36                   | Sexy Nagelstudiobesitzerin soll ihren attraktiven Angestellten niedergeschlagen haben                             | 19. Mai 2025      | Staatsanwaltschaft: Stephan Lucas Verteidigung: Simone Dahlmann-Ludwig           |
| 383                        | S06E35                   | Brauereibesitzer verliert Augenlicht! Hat Azubi sich wegen Nicht-Übernahme gerächt?                               | 20. Mai 2025      | Staatsanwaltschaft: Stephan Lucas Verteidigung: Simone Dahlmann-Ludwig           |
| 384                        | S06E42                   | Frau beinahe eiskalt im Altkleidercontainer entsorgt                                                              | 22. Mai 2025      | Staatsanwaltschaft: Stephan Lucas Verteidigung: Guido Broscheit                  |
| 385                        | S06E31                   | Verunglückte Schönheits-OP: Hat vollbusige Patientin sich an eitlem Chirurgen gerächt?                            | 23. Mai 2025      | Staatsanwaltschaft: Funda Bıçakoğlu Verteidigung: Raffael Gordzielik             |
| 386                        | S06E44                   | Gehörnte Ehefrau soll untreuem Ehemann aus Wut Pfeil in den Po geschossen haben                                   | 26. Mai 2025      | Staatsanwaltschaft: Funda Bıçakoğlu Verteidigung: Raffael Gordzielik             |
| 387                        | S06E21                   | Wurde begehrter Tierpsychologe von durchgeknallter Stalkerin mit Hundeleine erwürgt?                              | 27. Mai 2025      | Staatsanwaltschaft: Gabriele Bender-Paukens Verteidigung: Simone Dahlmann-Ludwig |
| 388                        | S06E32                   | Brach 49-jähriger aus Rache bei seiner Mutter ein?                                                                | 28. Mai 2025      | Staatsanwaltschaft: Stephan Lucas Verteidigung: Simone Dahlmann-Ludwig           |
| 389                        | S06E58                   | Kaiser vs. Fußballgott – Schlug Ehemann seine schlagerverrückte Frau nieder?                                      | 2. Juni 2025      | Staatsanwaltschaft: Stephan Lucas Verteidigung: Isabella Schulien                |
| 390                        | S06E52                   | Das mieseste Personalgespräch der Welt – Hat niedergemachte Angestellte es ihrem Chef heimgezahlt?                | 3. Juni 2025      | Staatsanwaltschaft: Funda Bıçakoğlu Verteidigung: Guido Broscheit                |
| 391                        | S06E54                   | Wurde ausgedienter Feuerwehrmann für Platz auf sexy Feuerwehrmannkalender zum Straftäter?                         | 4. Juni 2025      | Staatsanwaltschaft: Stephan Lucas Verteidigung: Simone Dahlmann-Ludwig           |
| 392                        | S06E41                   | Verbrüht mit Nudelwasser – Wollte Stieftochter sich rächen?                                                       | 5. Juni 2025      | Staatsanwaltschaft: Funda Bıçakoğlu Verteidigung: Raffael Gordzielik             |
| 393                        | S06E40                   | Überfall im Krankenhaus - Wer hat die schöne Kioskbesitzerin verletzt?                                            | 10. Juni 2025     | Staatsanwaltschaft: Gabriele Bender-Paukens Verteidigung: Guido Broscheit        |
| 394                        | S06E47                   | Redseliger Großmarktdetektiv wurde mundtot gemacht und auf Gabelstapler in luftige Höhe verfrachtet               | 11. Juni 2025     | Staatsanwaltschaft: Stephan Lucas Verteidigung: Isabella Schulien                |
| 395                        | S06E43                   | Leseoma der Stadtbücherei umgebracht - War das Opfer doch nicht so harmlos?                                       | 13. Juni 2025     | Staatsanwaltschaft: Stephan Lucas Verteidigung: Guido Broscheit                  |
| 396                        | S06E38                   | Leiche im Kofferraum – Wollte junge Frau einen Mordfall vertuschen?                                               | 16. Juni 2025     | Staatsanwaltschaft: Gabriele Bender-Paukens Verteidigung: Guido Broscheit        |
| 397                        | S06E56                   | Düstere Abgründe im Kirchenchor                                                                                   | 17. Juni 2025     | Staatsanwaltschaft: Funda Bıçakoğlu Verteidigung: Guido Broscheit                |
| 398                        | S06E                     | | 8. September 2025 | Staatsanwaltschaft: Verteidigung:                                                |